# 石井仁兵衛
石井 仁兵衛（いしい にへえ）は、能楽囃子方、大鼓方石井流で用いられる名。

## 概要
石井仁兵衛の名としての初代は、石井流流祖の石井庄左衛門滋長の子である石井仁兵衛景友とされる。1598年（慶長3年）から加賀藩前田家につかえ、囃子方の頭取となる。以降、加賀藩の召抱能役者として代々仁兵衛を名乗り、尾張藩の弥市家とともに京都在住のまま大名家からの扶持を受けた。
明治維新後には十世宗家の石井一斎（孫兵衛景行）が「明治大鼓の三名人」と呼ばれる活躍をしたが後嗣はなく、金剛謹之輔の宗家預かり、石井流門弟の谷口家による宗家代理（四代）が続いていた。1999年（平成11年）、谷口家及び石井流一門の了解のもと、石井一斎の孫娘の孫（玄孫）に当たる中村喜彦が、祖父方の中村姓から祖母方の石井姓に復した。2011年（平成23年）石井仁兵衛を襲名。

## 九世
九世 石井仁兵衛 景喜は、大鼓方石井流能楽師。石井流十二世宗家。
大鼓方石井流・中村享道の次男。父と谷口喜代三に師事。2011年（平成23年）石井仁兵衛を襲名。
2016年（平成28年）2月1日、肝細胞がんのため死去。80歳没。